# Вудсайд, Логан
Логан Майлз Вудсайд (англ. Logan Miles Woodside; 27 января 1995, Франкфорт, Кентукки) — профессиональный американский футболист, квотербек клуба НФЛ «Атланта Фэлконс». Играл за «Сан-Антонио Коммандерс» в чемпионате ААФ и «Теннесси Тайтенс». На студенческом уровне выступал за команду университета Толидо. На драфте НФЛ 2022 года был выбран в седьмом раунде.

## Биография
Логан Вудсайд родился 27 января 1995 года во Франкфорте в штате Кентукки. Окончил старшую школу округа Франклин, играл квотербеком и ди-бэком в составе её футбольной команды. В выпускной год побил рекорд школы, сделав 41 пасовый тачдаун. Участвовал в матче звёзд школьного футбола Кентукки, где был признан самым ценным игроком нападения. После окончания школы получил спортивную стипендию в университете Толидо.

### Любительская карьера
В футбольном турнире NCAA Вудсайд дебютировал в 2013 году. В первом своём сезоне он выходил на поле в четырёх играх команды, одну из них начал в стартовом составе. В 2014 году он сыграл двенадцать матчей, по ходу сезона заменив в роли стартового квотербека травмированного Филлипа Илая. Сезон он завершил с 2263 пасовыми ярдами, заняв четвёртое место среди пасующих конференции MAC по рейтингу эффективности. В 2015 году на поле не выходил, получив статус освобождённого игрока.
В сезоне 2016 года Вудсайд вернулся в стартовый состав команды и сыграл тринадцать матчей. В двенадцати из них он делал не менее трёх пасовых тачдаунов. Всего же на его счету было 45 тачдаунов пасом, он установил новый рекорд университета, превзойдя достижение Брюса Градковски. Этот результат также стал лучшим в сезоне в I дивизионе NCAA. По итогам сезона Вудсайд вошёл в сборную звёзд конференции, претендовал на награды Мэннинга и Максвелла. В декабре 2016 года он окончил университет, получив степень бакалавра в области маркетинга.
В 2017 году Вудсайд провёл четырнадцать игр и помог команде выиграть турнир конференции MAC. В финальном матче против «Акрон Зипс» он набрал пасом 307 ярдов с четырьмя тачдаунами. Всего за сезон он набрал 3882 ярда с 28 тачдаунами, по нескольким статистическим показателям став лидером конференции. Вудсайд претендовал на ряд индивидуальных наград по итогам сезона и был признан лучшим игроком нападения в MAC. Карьеру на уровне NCAA он завершил обладателем рекордов университета по пасовым ярдам, тачдаунам и рейтингу эффективности.

#### Статистика выступлений в чемпионате NCAA
| Сезон | Команда       | Игры | Пас | Пас  | Пас  | Пас    | Пас | Пас | Пас | Пас   | Вынос | Вынос | Вынос | Вынос |
| Сезон | Команда       | Игры | Cmp | Att  | Pct  | Yds    | Y/A | TD  | Int | Rtg   | Att   | Yds   | Avg   | TD    |
| ----- | ------------- | ---- | --- | ---- | ---- | ------ | --- | --- | --- | ----- | ----- | ----- | ----- | ----- |
| 2013  | Толидо Рокетс | 4    | 21  | 41   | 51,2 | 240    | 5,9 | 1   | 0   | 108,4 | 6     | 16    | 2,7   | 0     |
| 2014  | Толидо Рокетс | 12   | 185 | 296  | 62,5 | 2263   | 7,6 | 19  | 8   | 142,5 | 52    | 78    | 1,5   | 3     |
| 2015  | Толидо Рокетс | —    | —   | —    | —    | —      | —   | —   | —   | —     | —     | —     | —     | —     |
| 2016  | Толидо Рокетс | 13   | 289 | 418  | 69,1 | 4129   | 9,9 | 45  | 9   | 183,3 | 37    | -40   | -1,1  | 0     |
| 2017  | Толидо Рокетс | 14   | 264 | 411  | 64,2 | 3882   | 9,4 | 28  | 8   | 162,2 | 51    | 34    | 0,7   | 1     |
| Всего | Всего         | 43   | 759 | 1166 | 65,1 | 10 514 | 9,0 | 93  | 25  | 162,9 | 146   | 88    | 0,6   | 4     |

### Профессиональная карьера
Перед драфтом НФЛ 2018 года аналитик издания Bleacher Report Мэтт Миллер сравнивал Вудсайда с игроком «Миннесоты» Тревором Симиеном. К преимуществам квотербека он относил его опыт игры в стартовом составе и психологическую устойчивость, силу руки выше среднего уровня, умение находить открытых принимающих и минимизировать количество перехватов, точность и плавность броска. Среди недостатков Миллер называл отсутствие ярко выраженной сильной стороны в его игре, не лучшие для квотербека антропометрические данные, нестабильность и невысокую точность передач на края поля. По мнению аналитика Вудсайд вряд ли мог рассматриваться как будущий стартовый квотербек клуба НФЛ, но был способен построить карьеру благодаря своей трудовой этике и пониманию игры.
На драфте Вудсайд был выбран «Цинциннати Бенгалс» в седьмом раунде под общим 249 номером. В клубе рассматривали его как претендента на место третьего квотербека после Энди Далтона и Мэтта Баркли. В июне 2018 года он был арестован полицией города Белвью в Кентукки за вождение в нетрезвом виде и превышение скорости. Несмотря на инцидент, он полностью прошёл с командой предсезонную подготовку и был отчислен во время сокращения составов перед началом регулярного чемпионата. Через два дня Вудсайд был зачислен в тренировочный состав «Теннесси Тайтенс». В конце сентября он покинул клуб. В ноябре 2018 года его в третьем раунде драфта квотербеков выбрал клуб Альянса американского футбола «Сан-Антонио Коммандерс».
Весной 2019 года Вудсайд провёл восемь матчей в составе «Коммандерс», набрав пасом 1385 ярдов с семью тачдаунами и восемью перехватами. После того, как лига прекратила свою деятельность в результате банкротства, он подписал новый контракт с «Теннесси Тайтенс», заняв место третьего квотербека команды после Маркуса Мариоты и Райана Таннехилла. В регулярном чемпионате НФЛ 2019 года он на поле не выходил, проведя весь сезон в списке травмированных. В 2020 году Вудсайд сыграл за «Тайтенс» в шести матчах, набрав семь ярдов пасом и десять ярдов выносом. В 2021 году он принял участие в пяти играх.
В чемпионате 2022 года Вудсайд в составе «Теннесси» на поле не выходил, проведя почти весь сезон в тренировочном составе команды. В декабре он перешёл в «Атланту».

#### Статистика выступлений в НФЛ

##### Регулярный чемпионат
| Сезон | Команда          | Игры | Пас | Пас | Пас  | Пас | Пас | Пас | Пас | Пас  | Вынос | Вынос | Вынос | Вынос |
| Сезон | Команда          | Игры | Cmp | Att | Pct  | Yds | Y/A | TD  | Int | Rtg  | Att   | Yds   | Avg   | TD    |
| ----- | ---------------- | ---- | --- | --- | ---- | --- | --- | --- | --- | ---- | ----- | ----- | ----- | ----- |
| 2019  | Теннесси Тайтенс | —    | —   | —   | —    | —   | —   | —   | —   | —    | —     | —     | —     | —     |
| 2020  | Теннесси Тайтенс | 6    | 1   | 3   | 33,3 | 7   | 2,3 | 0   | 0   | 42,4 | 7     | 10    | 1,4   | 0     |
| 2021  | Теннесси Тайтенс | 5    | 0   | 0   | 0,0  | 0   | 0,0 | 0   | 0   | 0,0  | 6     | -6    | -1,0  | 0     |
| 2022  | Теннесси Тайтенс | —    | —   | —   | —    | —   | —   | —   | —   | —    | —     | —     | —     | —     |
| 2022  | Атланта Фэлконс  | 1    | 0   | 0   | 0,0  | 0   | 0,0 | 0   | 0   | 0,0  | 0     | 0     | 0,0   | 0     |
| 2023  | Атланта Фэлконс  | —    | —   | —   | —    | —   | —   | —   | —   | —    | —     | —     | —     | —     |
| Всего | Всего            | 12   | 1   | 3   | 33,3 | 7   | 2,3 | 0   | 0   | 42,4 | 13    | 4     | 0,3   | 0     |

* На 24 октября 2023 года